# 9967 Awanoyumi
A 9967 Awanoyumi (ideiglenes jelöléssel 1992 FV1) a Naprendszer kisbolygóövében található aszteroida. Endate Kin és Vatanabe Kazuró fedezte fel 1992. március 31-én.